# HK Mjasjkoŭ Brest

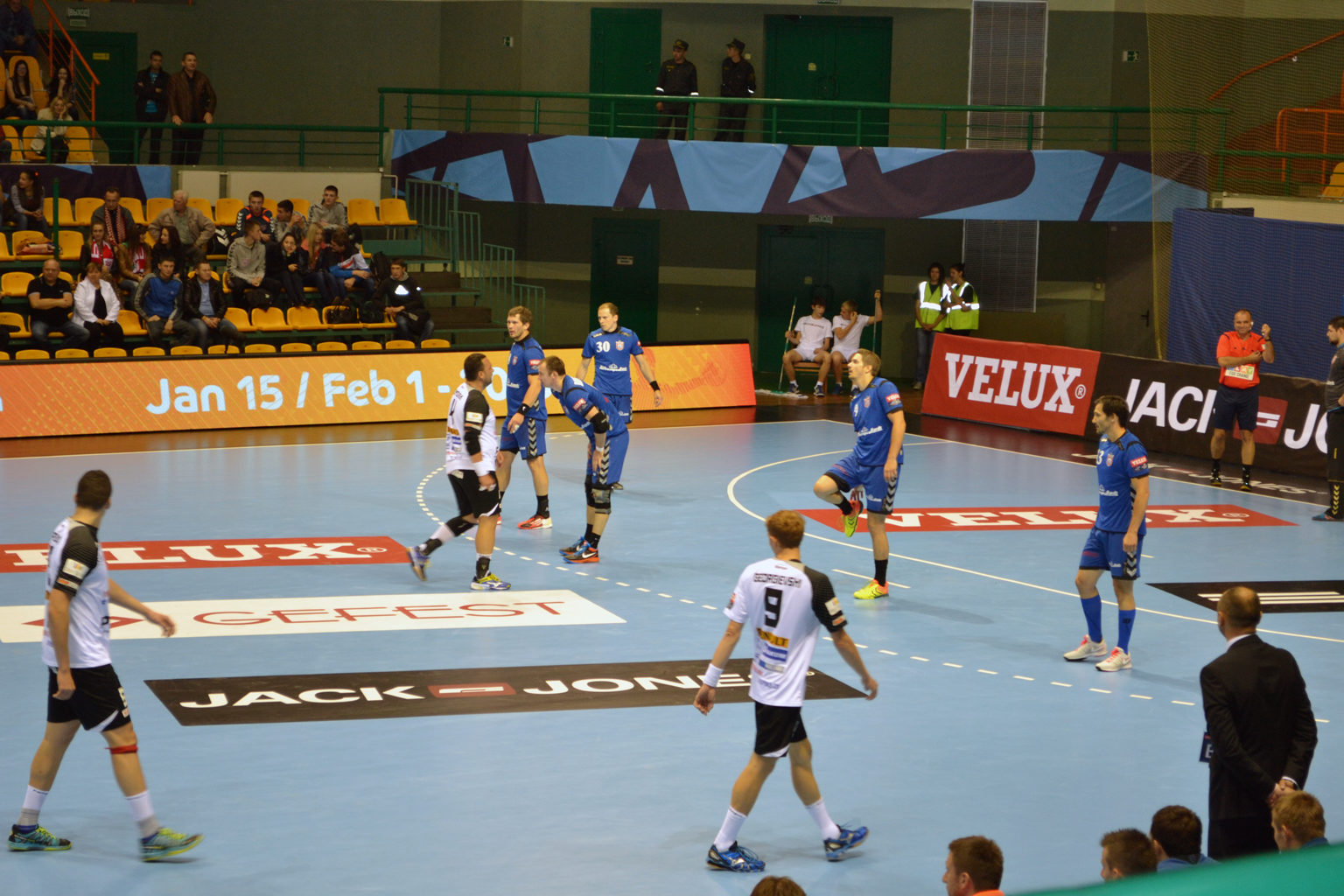
Brest HK Mesjkov i blåa tröjor under en match 2014.

HK Mjasjkoŭ Brest (belarusiska: Берасьцейскі гандбольны клюб (БГК) імя Мяшкова, BHK imja Mjasjkova; ryska: БГК А. П. Мешковa, BGK A.P. Mesjkova), även känd som Mesjkov Brest (baserat på rysk stavning), är en handbollsklubb från staden Brest i Belarus, bildad den 9 april 2002. Herrlaget spelar i Belarus högsta liga, i internationella SEHA-ligan och har spelat fler än tio säsonger i Champions League.
Klubbnamnet är taget efter handbollstränaren Anatol Mjasjkŭ (1937–1994), som ses som en frontfigur för handboll och idrott i allmänhet, i Brestregionen och i Belarus.

## Spelare i urval
- Pavel Atman (2015–2017)
- Konstantin Igropulo (2017–2018)
- Iman Jamali (2016–2017)
- Dainis Krištopāns (2015–2017)
- Staš Skube (2020–2022)
- David Špiler (2013–2015)
- Rastko Stojković (2013–2018)